# Бударка (Волгоградская область)
Бударка — хутор в Котельниковском районе Волгоградской области, в составе Попереченского сельского поселения.

## История
Предположительно основан в начале XX века как временное поселение на свободных войсковых землях. Согласно алфавитному списку населённых мест Области войска Донского 1915 года земельный надел поселения Бударка Второго Донского округа Области Войска Донского составлял 1968 десятин, в поселении имелось 32 двора, проживало 157 душ мужского и 149 женского пола.
В 1921 году в составе Второго Донского округа поселение передано в состав Царицынской губернии. С 1928 года — в составе Котельниковского района Сталинградского округа (округ ликвидирован в 1930 году) Нижневолжского края (с 1934 года — Сталинградский край, с 1936 года — Сталинградской области).

## Физико-географическая характеристика
Хутор расположен в степи в пределах западной покатости Ергенинской возвышенности, относящейся к Восточно-Европейской равнине, на Скифской плите, при балке Чёрная (бассейн реки Кара-Сал). Хутор расположен на высоте около 120 метров над уровнем моря. Рельеф местности холмисто-равнинный.
Почвы — светло-каштановые солонцеватые и солончаковые почвы.
Близ хутора проходит автодорога, связывающая город Котельниково и хутор Поперечный. По автомобильным дорогам расстояние до областного центра города Волгограда составляет 240 км, до районного центра города Котельниково — 36 км, до административного центра сельского поселения хутора Поперечный — 4,6 км.
Часовой пояс
Бударка, как и вся Волгоградская область, находится в часовой зоне МСК (московское время). Смещение применяемого времени относительно UTC составляет +3:00.

## Население
| 1915 | 2002 |
| ---- | ---- |
| 306  | 37   |

| 2010 |
| ---- |
| 39   |